# Speedcore
Speedcore je podvrsta hardcore techna karakterizirana brzim tempom i agresivnim temama. Ime potječe od visokog tempa koji se uvijek nalazi iznad 200 BPM-a. Raniji speedcore radovi su prosječno bili visoki oko 250 BPM-a dok noviji speedcore radovi ponekad prelaze i 1000 BPM-a. Neki ljudi uvrštavaju viši tempo (od 600 BPM-a) pod splittercore, a kada tempo dosegne 1000 BPM-a i više, tada speedcore postaje poznat kao extratone. Jesu li ove uvjeti potrebni ili široko korišteni je sporno, djelomice zbog ljudske sposobnosti u razlikovanju razlike u tempu pri tim brzinama.
Speedcore radovi često sadrže elemente gabbera i breakcorea.

## Osobine
Glazba je ljuta i agresivna. Speedcore DJ-i često koriste napadne teme za svoju glazbu kako bi mogli što dalje pomicati granice. Speedcore bi se mogao smatrati povezanim s gabberom kao metal s rock glazbom, u smislu činjenice kako je iz ranijih primjera uzet utjecaj od kasnijih primjera na mnogo najkrajnijim razinama.
Dok se većina speedcore umjetnika zadovoljava na napad normalnih standarda glazbe, pa čak i gabber glazbu od koje speedcore potječe, ekstremizam speedcorea je prouzročio nekakvu okrenutost prema podzemlju i parodiju na standarde vrste glazbe.  Na sličan način se happy hardcore odnosi prema gabberu i hardcoreu, samo što te pjesme koriste svjetlije, mnogo manične uzorke.
Osim vrlo brzog tempa koji se rijetko spušta ispod 240 BPM-a, speedcore se često razlikuje od drugih oblika hardcore techna bilo kakvim agresivnim i nadjačanim drumovima koji su često isprekidani hiperaktivnim stupicama ili tam-tam ispunama. Roland TR-909 je ritam mašina koju najčešće biraju speedcore izvođačii zbog svoje sposobnosti generiranja jako iskrivljenih bass drum kickova koji učvršćuju drumove.  Većina producenata će često pretjerati s kickovima toliko da oni postanu kvadratni valovi, nešto slično kao u gabberu, dajući speedcoreu svoj osobiti zvuk lupanja.
Kao i kod mnogih drugih oblika techna, sintesajzer se također uvijek teže koristi, često producirajući teže iskrivljenu i/ili disharmoničnu melodiju za dopunu drumova u podlozi. Iako se može koristiti bilo koji analogni ili hibridni sintesajzer, analogno/digitalni hibrid Roland Juno-106 je favorit za izvođače speedcorea. Čisti digitalni sintesajzeri su relativno rijetki u speedcoreu.
Uzorci se često koriste za dodatno povisivanje agresivne prirode speedcorea, s mnogim izvođačima koji koriste audio uzorke nasilnih scena iz filmova od redatelja poput Martina Scorsesea i Stanleyja Kubricka. Uzorci glasova glumaca kao što su Joe Pesci i Ronald Lee Ermey posebno su popularni, posebno u starijim speedcore radovima. Neki izvođači se zadovoljavaju kada sampliraju viku odvratnosti (vriskove) i ubacuju ove uzorke u svoju glazbu.

## Vanjske poveznice
- Industrial Strength
- Unlimited Speeedcore Terror  Arhivirana inačica izvorne stranice od 23. ožujka 2010. (Wayback Machine)
- Canadian Speedcore Resistance